# Heteronyx fortis
Heteronyx fortis är en skalbaggsart som beskrevs av Blackburn 1888. Heteronyx fortis ingår i släktet Heteronyx och familjen Melolonthidae. Inga underarter finns listade i Catalogue of Life.